# Fiona Mozley
Fiona Mozley, född 1988 i York, är en engelsk författare. Hennes debutroman Elmet var en av de sex titlarna på den korta listan över nomineringar till Bookerpriset 2017.